# Ана Марія Шуа

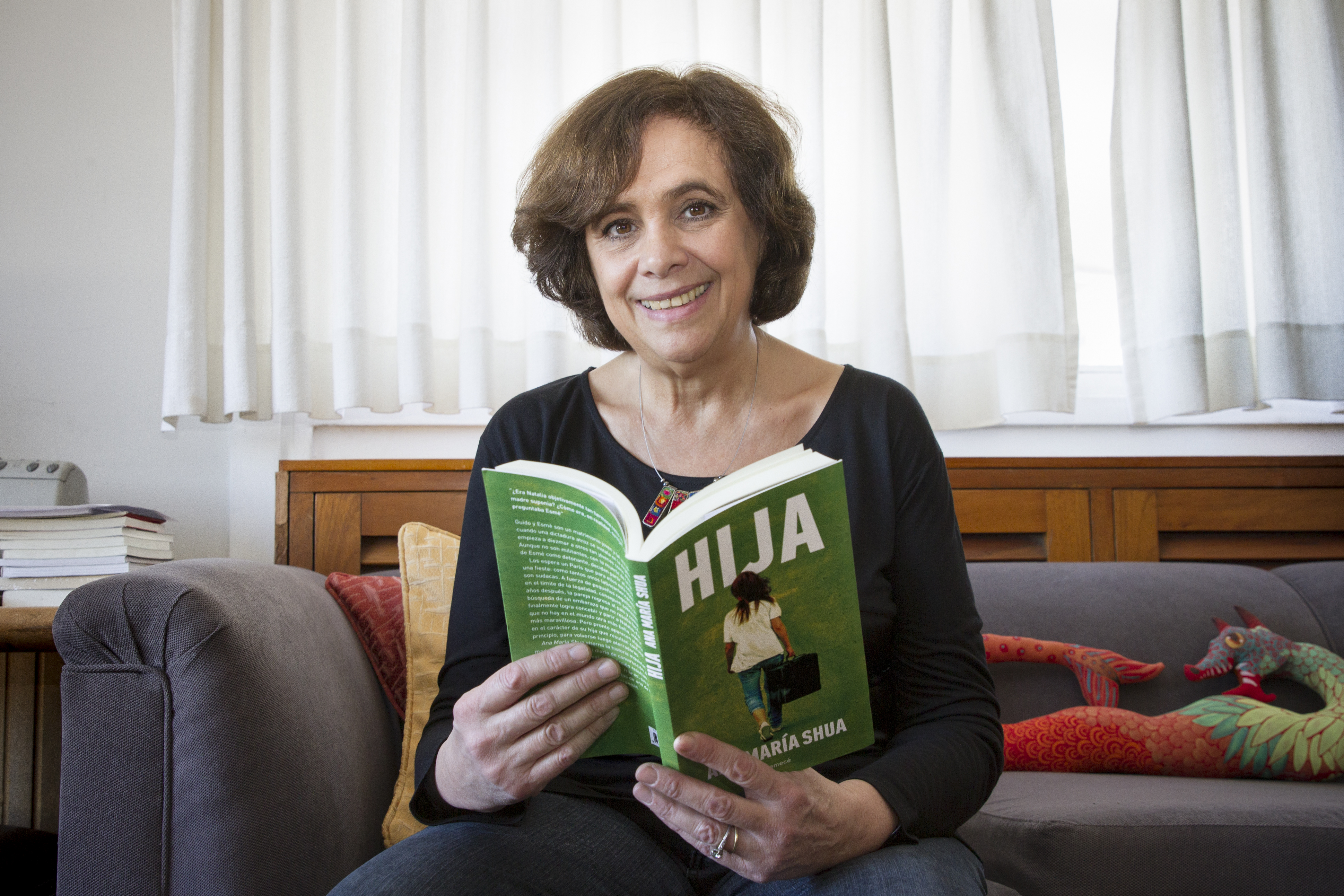
Письменниця у 2016 році одним із своїх творів

Ана Марія Шуа (ісп. Ana María Schoua, нар.22 квітня 1951, Буенос-Айрес) — аргентинська письменниця.

## Життєпис
Ана Марія Шуа народилася в Буенос-Айресі 22 квітня 1951 року.
Вона описала відкриття літератури та свою пристрасть до читання так: «У шість років хтось поклав мені в руки книжку з конем на обкладинці. Тієї ж ночі я була тим конем. Наступного дня мене більше нічого не цікавило. Я хотіла свій корм, бажано з вівсом і комору з чистим сухим сіном. Я ніколи раніше не чула слів корм, овес, сіно, але я зналав, що як кінь мені потрібно їх розуміти. Протягом тижня я могла би бути Чорною красунею, але я була Азабаче, у розумному та вільному перекладі. Я була конем у возі та конем, побитим батогом, ледь не вбитим, врятованим… і я дійшла до останньої сторінки. Тоді, відчуваючи жахливий біль, я повернулася до свого тіла й підняла голову: решта світу все ще була там. „Припини це, тобі буде боляче“, — казала мама. „За столом не читай“, — казав тато. Потім я зрозумів, що можу почати спочатку. І знову я була Азабаче, і знову, і знову. Пізніше я виявила, що це може бути пірат і багато інших, а місто Маракайбо — людина, ламантин, жах або камінь. Те, що тільки почалося в моєму житті, не було звичкою: це була залежність, пристрасть, божевілля.»
Ана Марія Шуа почала публікуватися у віці 16 років зі своєю книгою віршів El sol y yo, за яку вона отримала невелику премію від Національного фонду мистецтв і Почесний пояс SADE. Наступного року вона закінчила середню освіту в Національному коледжі Буенос-Айреса та вступила до університету Буенос-Айреса, де в 1973 році отримала звання професорки літератури.
У 1975 році вона вийшла заміж за архітектора і фотографа Сільвіо Фабриканта, а наступного року пара виїхала до Франції. У Парижі вона працювала в іспанському журналі Almanaque видавництва Cambio 16. Пара повернулася в Аргентину в 1977 році.
У 1980 році вона виграла редакційну премію Losada за свій перший роман «Я — пацієнт». Наступного року з'явилася її перша книжка оповідань «Дні рибалки». У 1984 році вона досягла свого першого успіху в продажах із «Любов Лаурити», і того ж року змогла опублікувати «Мрійник» (мікроісторії), які вона почала писати десять років тому.
Вона опублікувала книги мікроісторій «Будинок Гейші», «Ботаніка хаосу», «Сезон мап'яті», «Мисливці за листами» (яка об'єднує чотири інші), «Циркові виродки» та «Війна», обидві опубліковані одночасно в Мадриді та Буенос-Айресі.
У 1994 році вона отримала грант Гуггенхайма на написання свого роману «Книга спогадів», який розповідає про єврейську родину в Аргентині.
Спочатку вона працювала журналісткою, публіцисткою і кіносценаристкою, екранізуючи деякі зі своїх романів, наприклад «Любов Лаурити», який був знятий у 1986 році Антоніо Оттоне, і «Я — пацієнт», проект режисера Родольфо Корраля. який був знятий, але так і не вийшов. Вона є співавтором сценарію до фільму «Де ти, кохання мого життя, що я не можу тебе знайти?» (1992), Хуан Хосе Хусід.
Її роман «Смерть як побічний ефект» (1997) увійшов до списку ста найкращих романів, опублікованих іспанською мовою за останні двадцять п'ять років, визначеного на Конгресі іспанської мови в Картахені у 2007 році.
Також у 2007 році вийшов її роман «Вага спокуси», в якому йдеться про групу пацієнтів із ожирінням, госпіталізованих у якусь дивну реабілітаційну клініку.
У 2009 році вийшла збірка її оповідань під назвою «Хай у вас буде цікаве життя».
Її книга «Проти часу» — це добірка її оповідань, виданих у Мадриді, з прологом та інтерв'ю з Самантою Швеблін.
У 2016 році вийшов її останній роман «Дочка». І журі з Іспанії, Мексики та Аргентини присудило їй I іберо-американську премію Хуана Хосе Арреоли за мініфікацію.
Ана Марія Шуа також пише дитячу літературу, яка публікується іспанською мовою. За свої роботи, присвячені дітям, отрималав кілька міжнародних нагород.
Частину її творів перекладено п'ятнадцятьма мовами. Її оповідання та мікрооповідання з'являються в антологіях, виданих по всьому світі.

## Нагороди та відзнаки
- Перша премія від Національного фонду мистецтв за El sol y yo, 1967.
- Почесний пояс Аргентинського товариства письменників для El sol y yo, 1968.
- Приз на міжнародному конкурсі редакторів Losada за книгу «Я пацієнт», 1980.
- Почесний список АЛІЇ або видатна нагорода за «Фабрику терору» .
- Найкраща нагорода (Banco del Libro /IBBY/, Венесуела) за «Фабрику терору».
- Гуггенгайм Грант на написання «Книги спогадів», 1994 рік.
- Перша муніципальна премія (місто Буенос-Айрес) за фільм «Страх на півдні», 1994.
- Премія Club de los Trece за фільм «Смерть як побічний ефект», 1997.
- Перша муніципальна премія (місто Буенос-Айрес) за «Смерть як побічний ефект», 1998.
- Нагорода Konex — Диплом за заслуги 2004: Історія: П'ятиріччя 1999—2003.
- Премія імені Естебана Ечеверріа від Gente de Letras за її кар'єру оповідачки, 2014 рік.
- Konex Platinum Award 2014 — Історія: П'ятиріччя 2009—2013.[16]
- Національна премія короткого оповідання (2010—2013) за «Феномени цирку».
- Премія за життєві досягнення в галузі літератури, яку присуджують артисти Аргентини.
- Літературна премія «Демократія», присуджена Caras y Caretas, 2016.
- I Іберо-американська премія Хуана Хосе Арреоли за мініфікшн.

## Твори

### Романи
- 1980 — Я пацієнт, Лосада, Буенос-Айрес (перевидано в 1996 році Altaya, Буенос-Айрес, і Sudamericana, Буенос-Айрес)
- 1984 — Любов Лаурити, Sudamericana, Буенос-Айрес (перевидано Emecé Editores, Буенос-Айрес, 2006)
- 1994 — Книга спогадів, Південна Америка, Буенос-Айрес
- 1997 — Смерть як побічний ефект, Південна Америка. Буенос-Айрес
- 2007 — Вага спокуси, Emecé Editores, Буенос-Айрес
- 2013 — Проти часу, Foam pages, Мадрид
- 2016 — Дочка, Emecé Editores, Буенос-Айрес

### Збірки оповідань
- 1981 — Дні рибалки, Corregidor Editions, Буенос-Айрес
- 1988 — Подорожуючи, ти зустрічаєш людей, Південна Америка, Буенос-Айрес
- 2001 — Як добра мама, Південна Америка, Буенос-Айрес
- 2009 — Цікаве життя, (повні оповідання), Emecé, Буенос-Айрес

### Розповіді
- 1984 — Мрійник, Minotauro, Буенос-Айрес (перевидано Emecé у 2006 р.)
- 1992 — Будинок гейш, Південна Америка, Буенос-Айрес
- 2000 — Ботаніка хаосу, Південна Америка, Буенос-Айрес
- 2004 — Сезон привидів, Foam Pages, Мадрид[17]
- 2009 — Мисливці за листами, (об'єднує попередні чотири), Páginas de Espuma, Мадрид[18]
- 2011 — Циркові явища, Foam Pages, Мадрид і Emecé, Буенос-Айрес[19]
- 2017 — Всі можливі всесвіти. Зібрані мікроісторії, Emecé, Буенос-Айрес, Аргентина
- 2019 — Війна, Планета, Буенос-Айрес; Пінні сторінки, Мадрид

### Поезія
- 1967 «Сонце і я»

### Рецензії
- 2005 — Заборонені книги, Південна Америка, Буенос-Айрес

## Фільмографія
Акторка
- В ім'я батька (2002). у ролі самої себе

Сценаристка
- Де ти любов мого життя, що я не можу тебе знайти? (1992)
- Любов Лауріти (1986)
- Я — пацієнт (1986) (кинув)

Авторка
- Любов Лауріти (1986)